# Tod eines Handlungsreisenden (Film)
Tod eines Handlungsreisenden ist die preisgekrönte Fernsehverfilmung des gleichnamigen Dramas von Arthur Miller. Der Film stammt aus dem Jahre 1985 und wurde von Volker Schlöndorff inszeniert. Die Hauptrollen spielten Dustin Hoffman, Kate Reid und John Malkovich.

## Handlung
Es handelt sich um eine sehr detailgetreue Verfilmung der literarischen Vorlage. Zentral geht es um den Konflikt zwischen Willy Loman und seinem Sohn Biff. Willy ist ein alternder Handlungsreisender, der seine zunehmende Erfolglosigkeit nicht wahrhaben will. Biff versucht sich ebenfalls als Handlungsreisender, scheitert jedoch. Außerdem entdeckt er, dass sein Vater eine außereheliche Affäre hat. Ein weiterer Konfliktpunkt ist der Umstand, dass Willy seinem Sohn immer seinen eigenen toten Bruder Ben als erfolgreiches Vorbild vorhält. Willy halluziniert, und es kommt immer mehr zu einer Vermischung von Gegenwart und Vergangenheit, er beginnt mit seinem toten Bruder zu reden. Aufgrund der realen Erfolglosigkeit von Willy droht die Familie vollends zu verarmen, denn Schulden und Kredite müssen zurückgezahlt werden. Um seiner Familie zu helfen, entscheidet sich Willy dafür, Selbstmord zu begehen, und fährt am Ende mit seinem Wagen, der von ihm manipuliert wurde, davon. Mit dem Geld seiner Lebensversicherung ist es nun der Familie möglich, ihre Rechnungen zu begleichen.

## Rezeption
- Das Lexikon des internationalen Films schreibt: „Filmisch unbedeutend, bleibt die von Dustin Hoffmans Schauspielkunst beherrschte Adaption des Bühnenwerkes jedoch durch die unverbrauchte Aktualität sozialkritischer Aufdeckungen und humaner Mahnungen diskussionswert“.[1]
- Bei Rotten Tomatoes wurde der Film von allen der neun Kritiken positiv beurteilt.[2]

## Auszeichnungen
- Ausgezeichnet: 1986 Golden Globe Bester Darsteller in einer Fernsehserie (Dustin Hoffman)
- Ausgezeichnet: 1986 Primetime  Emmy Award beste künstlerische Regie (Robert J. Franco, John Kasarda und Tony Walton)
- Ausgezeichnet: 1986 Primetime  Emmy Award  bester Hauptdarsteller (Dustin Hoffman)
- Ausgezeichnet: 1986 Primetime  Emmy Award  bester Nebendarsteller (John Malkovich)
- Nominiert: 1986 Golden Globe  beste Kurzserie oder Special
- Nominiert: 1986 Golden Globe  bester Nebendarsteller (John Malkovich)
- Nominiert: 1986 Golden Globe  beste Nebendarstellerin Serien, Miniserie, Fernsehsendung (Kate Reid)
- Nominiert: 1986 Primetime  Emmy Award beste Regie (Volker Schlöndorff)
- Nominiert: 1986 Primetime  Emmy Award beste Fernsehserie
- Nominiert: 1986 Primetime  Emmy Award Musik in einer Miniserie oder  Special (Alex North)
- Nominiert: 1986 Primetime  Emmy Award Kostümdesign in einer Miniserie oder  Special (Ruth Morley)
- Nominiert: 1986 Primetime  Emmy Award bestes Drama/Comedy Special (Robert F. Colesberry, Dustin Hoffman, und Arthur Miller)
- Nominiert: 1986 Primetime  Emmy Award Sound in einer Miniserie oder  Special (Tom Fleischman)
- Nominiert: 1986 Primetime  Emmy Award bester Nebendarsteller – Miniserie oder Spielfilm (Charles Durning)

## Deutsche Synchronfassung
| Darsteller        | Deutscher Sprecher  | Rolle                |
| ----------------- | ------------------- | -------------------- |
| Dustin Hoffman    | Otto Sander         | Willy Loman          |
| Kate Reid         | Christa Berndl      | Linda Loman          |
| John Malkovich    | Heiner Lauterbach   | Biff Loman           |
| Stephen Lang      | Rolf Zacher         | Harold 'Happy' Loman |
| Charles Durning   | Lambert Hamel       | Charley              |
| Louis Zorich      | Armin Mueller-Stahl | Ben Lomann           |
| Jon Polito        | Gudo Hoegel         | Howard               |
| David S. Chandler | Martin Umbach       | Bernard              |
| Kathryn Rossetter | Katharina Thalbach  | Frau in Boston       |
| Anne McIntosh     | Doris Jensen        | Jenny                |
| Karen Needle      | Kathrin Ackermann   | Letta                |